# Pfarrkirche Erscheinung Christi (Krefeld)

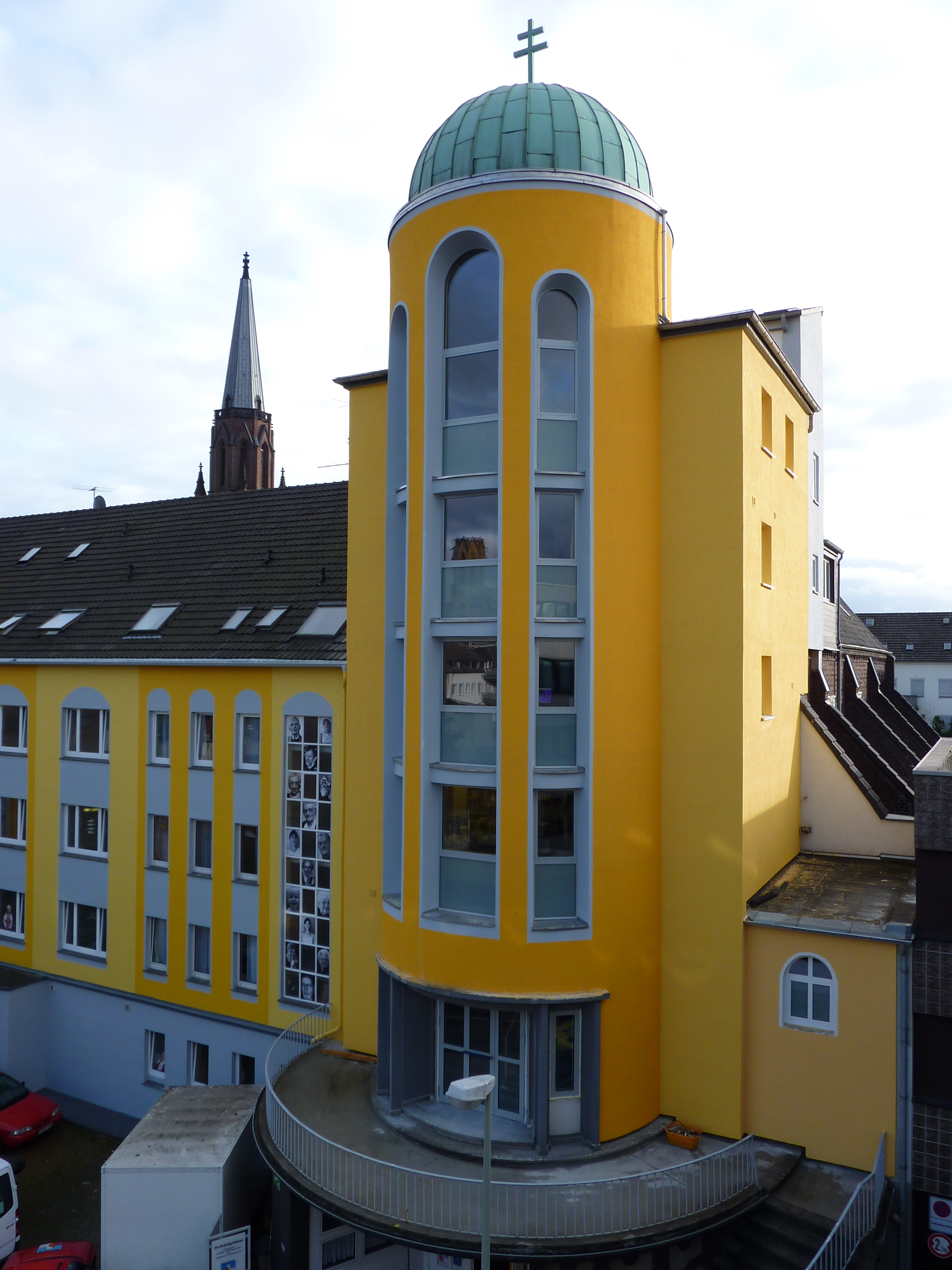
Pfarrkirche Erscheinung Christi (2010)

Die Pfarrkirche Erscheinung Christi ist Teil des Gemeindezentrums Dreikönigenhaus der alt-katholischen Pfarrei in Krefeld.

## Geschichte
Das ursprünglich dreischiffige Kirchengebäude wurde 1892–1894 erbaut und erhielt den Namen Christuskirche. Wegen schwerer Beschädigungen durch Bombenangriffe im Juni 1943 und Januar 1945 nach dem Zweiten Weltkrieg wieder instand gesetzt, erfolgte im November 1951 die erneute Einweihung.
Mit einer brückenähnlichen Zwischendecke wurde die Kirche 1957 horizontal geteilt und aus dem unteren Abschnitt des Hauptschiffs sowie der beiden Seitenschiffe ein großer Saal für das Gemeindezentrum geschaffen. Im oberen Teil des Hauptschiffs entstand der Raum für die Feier der Gottesdienste und auf dem Platz vor dem Haupteingang ein sechsgeschossiger Kirchturm mit einer Kuppel als Dachabschluss.
1996 wurde im Bereich der früheren Orgelempore eine Aufzugkonstruktion eingebaut, die alle Räume behindertengerecht erreichbar macht. Nach Abschluss des Umbaus wurde das Gotteshaus am Dreikönigstag 1997 zum dritten Mal geweiht und trägt jetzt den Namen Erscheinung Christi.

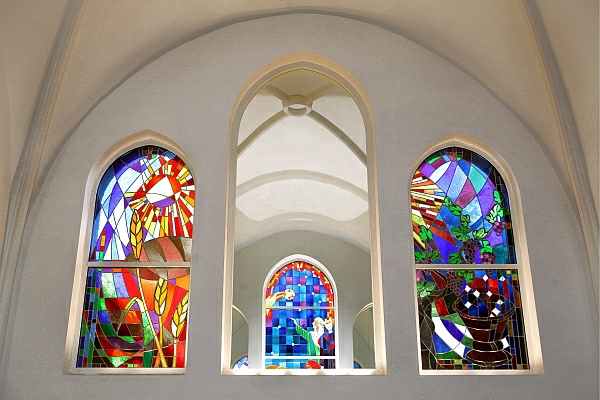
Spiegelinstallation der Kirchenfenster (2010)

 In den Jahren von 1998 bis 2010 erhielt die Kirche farbige Fenster nach den Entwürfen des Bonner Künstlers Stefan Kandels zum Thema Dreifaltigkeit. Die Anlage der Fenster wurde dabei durch Spiegelinstallationen mit neuartigen Akzenten versehen.
2004 wurde am vorderen Teil des linken Seitenschiffs das erste Kolumbarium in einer katholischen deutschen Pfarrkirche eingerichtet.

## Vorgeschichte des Gebäudes
Die Alt-Katholische Gemeinde Krefeld feierte von 1872 bis 1880 ihre Gottesdienste in der Krefelder Mennonitenkirche, ein bis dahin beispielloses Zeichen ökumenischer Verbundenheit. Anschließend war die Gemeinde vierzehn Jahre in der evangelischen Alten Kirche sowie in der benachbarten Friedenskirche zu Gast, bevor das eigene Gotteshaus fertiggestellt wurde. Anfeindungen seitens ultramontaner Gegner hatten die Mitbenutzung eines römisch-katholischen Kirchengebäudes unmöglich gemacht.